# Macroglossum belis
Espèce
Macroglossum belis est une espèce de lépidoptères de la famille des Sphingidae, de la sous-famille des Macroglossinae, tribu des Macroglossini, sous-tribu des Macroglossina, et du genre Macroglossum.

## Description
L'envergure est de 50-60 mm. 

## Répartition et habitat
L'espèce est connue au Sri Lanka, en Inde, au Népal, en Thaïlande, dans le sud de la Chine, à Taiwan, au Japon (Archipel Ryukyu), au Vietnam et en Indonésie (Java).

## Biologie
Les adultes sont attirés par les fleurs de Duranta erecta et Lantana camara à l'aube et au crépuscule.
Les chenilles se nourrissent sur le genre Strychnos : Strychnos angustiflora à Hong Kong et sur Strychnos nux-vomica mais aussi sur d'autres espèces Saprosoma indicum et Spermadictyon suaveolans en Inde.

## Systématique
L'espèce Macroglossum belis a été décrite par le naturaliste suédois Carl von Linné en 1758, sous le nom initial de Sphinx belis.

### Synonymie
- Sphinx belis Linnaeus, 1758 protonyme
- Macroglossa pyrrhula Boisduval, 1875
- Macroglossa opis Boisduval, 1875